# Alsace Grand Cru
Die im Jahr 1975 geschaffene Appellation Alsace Grand Cru definiert ab 2007 51 herausgehobene Einzellagen im Weinbaugebiet Elsass. Sie verteilen sich auf 14 Gemeinden im Département Bas-Rhin und 33 Gemeinden im Département Haut-Rhin. Insgesamt nehmen die Grands Crus eine Fläche von 1.680 Hektar ein, jedoch wird nur für einen Teil der auf ihnen erzeugten Weine diese Appellation beansprucht.
Im Jahr 2002 wurden auf einer Rebfläche von 806 Hektar 43.576 Hektoliter „Alsace Grand Cru“ erzeugt, dies waren weniger als 3,6 % der gesamten Produktion des Elsass.

## Gesetzliche Regelungen
Auch wenn der Begriff des Grand Cru im Elsass schon lange existierte, wurde der gesetzliche Rahmen mit der Schaffung einer Appellation d’Origine Contrôlée (kurz AOC) erst am 20. November 1975 geschaffen. In diesem Entwurf wurde die erste und einzige Einzellage genannt: der Schlossberg.
Am 1. März 1984 kam die erste Erweiterung. In diesem Entwurf wurden 24 neue Einzellagen genannt.
Die Liste wurde 1992 um die restlichen 25 Lagen erweitert. Anfang 2007 fand schließlich der Kaefferkopf Aufnahme in die Liste.
Die Abgrenzung der Lagen folgt dem Terroir-Prinzip: Innerhalb des jeweiligen Grand Crus muss die Rebe einheitliche Bedingungen besitzen. Dies setzt vor allem geologische Homogenität des Bodens und Untergrundes voraus. Daher rührt die sehr unterschiedliche Größe der Lagen, die von 3,23 ha bis über 80 ha Fläche reicht.
Zugelassen sind ausschließlich die Rebsorten Riesling, Gewürztraminer, Pinot Gris und die drei Muskateller-Arten Muscat blanc à petits grains, Moscato Rosa und Muscat Ottonel. Sie müssen reinsortig ausgebaut werden. Inzwischen ist der Sylvaner auf dem Zotzenberg zur Grand Cru-Produktion zugelassen worden. Der natürliche Alkoholgehalt des Lesegutes beträgt mindestens 11 Volumenprozent, für Gewürztraminer und Pinot Gris sogar 12,5 Vol.-%. Seit dem 13. Mai 2022 ist die Rebsorte Pinot Noir in den Einzellagen Kirchberg (Barr) und Hengst für den Ausbau zu Rotweinen zugelassen.
Die Pflanzdichte muss mindestens 4.500 Stöcke pro Hektar betragen. Der zulässige Höchstertrag liegt bei 55 hl/ha mit einer Schwankungsbreite bis max. 66 hl/ha. Dieser Wert liegt etwas höher im Vergleich zu weißen Premier Crus des Burgunds (45 hl/ha; max. 54 hl/ha).
Auf dem Etikett muss die Einzellage angegeben werden, Rebsorte und Jahrgang bleiben freiwillig. Cuvées mehrerer Rebsorten oder Lagen können daher nicht als „Alsace Grand Cru“ verkauft werden.

## Charakter
Die Weine werden generell trocken ausgebaut. Weine mit Restsüße dürfen nur als Vendange tardive (wörtlich Spätlese, der Reifegrad entspricht jedoch einer deutschen Auslese) oder Sélection de grains nobles (Beerenauslese mit Edelfäule) hergestellt werden.
Die trocken ausgebauten Alsace Grands Crus bauen im Keller zwischen drei und zehn Jahren lang aus. Mit zunehmender Reife setzt sich im Wein der Charakter des Terroirs durch, die primäre Frucht der Rebsorte weicht vielschichtigen Aromen und einem komplexen Bukett. Süße Beerenauslesen halten sich in geeigneten Kellern sogar mehrere Jahrzehnte lang. Die trockenen Grands Crus sollten bei einer Trinktemperatur von 10–12 °C genossen werden, süße Auslesen bei 6–8 °C.

## Liste der Einzellagen
In dieser Liste findet man die Einzellagen-Bezeichnungen und Orte, wo sie zugelassen sind. Es folgen die Einzellagen-Flächen und die zugehörigen Départements.
Wenn eine Lage mehrere Einzellagen umfasst, ist diese mit „de“ + Ort offiziell ergänzt, wie zum Beispiel Altenberg de Bergbieten.

### Einzellagen gemäß Décret vom 20. November 1975

Karte des Weinbaugebiets Elsass und Grand-Cru-Einzellagen. Diese sind als rote Punkte eingezeichnet.

- Schlossberg, (Kientzheim, 80.28 ha, Haut-Rhin)

### Einzellagen gemäß Décret vom 23. November 1983
- Altenberg de Bergbieten, (Bergbieten, 29.06 ha, Bas-Rhin)
- Altenberg de Bergheim, (Bergheim, 35.06 ha, Haut-Rhin)
- Brand, (Turckheim, 57.95 ha, Haut-Rhin)
- Eichberg, (Eguisheim, 57.62 ha, Haut-Rhin)
- Geisberg, (Ribeauvillé, 8,53 ha, Haut-Rhin)
- Gloeckelberg, (Rodern und Saint-Hippolyte, 23.4 ha, Haut-Rhin)
- Goldert, (Gueberschwihr, 45.35 ha, Haut-Rhin)
- Hatschbourg, (Hattstatt und Voegtlinshoffen, 47.36 ha, Haut-Rhin)
- Hengst, (Wintzenheim, 75.78 ha, Haut-Rhin)
- Kanzlerberg, (Bergheim, 3,23 ha, Haut-Rhin)
- Kastelberg, (Andlau, 5,82 ha, Bas-Rhin)
- Kessler, (Guebwiller, 28.53 ha, Haut-Rhin)
- Kirchberg de Barr, (Barr, 40.63 ha, Bas-Rhin)
- Kirchberg de Ribeauvillé, (Ribeauvillé, 11.4 ha, Haut-Rhin)
- Kitterlé, (Guebwiller, 25.79 ha, Haut-Rhin)
- Moenchberg, (Andlau und Eichhoffen, 11.83 ha, Bas-Rhin)
- Ollwiller, (Wuenheim, 35.86 ha, Haut-Rhin)
- Rangen, (Thann und Vieux-Thann, 18.81 ha, Haut-Rhin)
- Rosacker, (Hunawihr, 26.18 ha, Haut-Rhin)
- Saering, (Guebwiller, 26.75 ha, Haut-Rhin)
- Sommerberg, (Niedermorschwihr und Katzenthal, 28.36 ha, Haut-Rhin)
- Sonnenglanz, (Beblenheim, 32.8 ha, Haut-Rhin)
- Spiegel, (Bergholtz und Guebwiller, 18.26 ha, Haut-Rhin)
- Wiebelsberg, (Andlau, 12.52 ha, Bas-Rhin)

### Einzellagen gemäß Décret vom 17. Dezember 1992
| - Altenberg de Wolxheim, (Wolxheim, ca. 31 ha, Bas-Rhin) - Bruderthal, (Molsheim, ca. 18 ha, Bas-Rhin) - Engelberg, (Dahlenheim, ca. 15 ha, Bas-Rhin) - Florimont, (Ingersheim, ca. 21 ha, Haut-Rhin) - Frankstein, (Dambach-la-Ville, ca. 56 ha, Bas-Rhin) - Froehn, (Zellenberg, ca. 15 ha, Haut-Rhin) - Furstentum, (Kientzheim und Sigolsheim, 30.5 ha, Haut-Rhin) - Mambourg, (Sigolsheim, ca. 62 ha, Haut-Rhin) - Mandelberg, (Mittelwihr, ca. 22 ha, Haut-Rhin) - Marckrain, (Bennwihr und Sigolsheim, ca. 59 ha, Haut-Rhin) - Muenchberg, (Nothalten, 17.7 ha, Bas-Rhin) - Osterberg, (Ribeauvillé, ca. 25 ha, Haut-Rhin) - Pfersigberg, (Eguisheim, ca. 75 ha, Haut-Rhin) - Pfingstberg, (Orschwihr, ca. 28 ha, Haut-Rhin) | - Praelatenberg, (Orschwiller und Kintzheim, ca. 19 ha, Bas-Rhin) - Schoenenbourg, (Riquewihr, ca. 53 ha, Haut-Rhin) - Sporen, (Riquewihr, ca. 24 ha, Haut-Rhin) - Steinert, (Pfaffenheim, 38.9 ha, Haut-Rhin) - Steingrubler, (Wettolsheim, 22.95 ha, Haut-Rhin) - Steinklotz, (Marlenheim, 40.6 ha, Bas-Rhin) - Vorbourg, (Rouffach und Westhalten, 72.55 ha, Haut-Rhin) - Wineck-Schlossberg, (Katzenthal und Ammerschwihr, 27.4 ha, Haut-Rhin) - Winzenberg, (Blienschwiller, 19.2 ha, Bas-Rhin) - Zinnkoepflé, (Westhalten und Soultzmatt, 68.4 ha, Haut-Rhin), auch Sonnenkoepflé genannt, Riesling und Grauburgunder (Pinot gris) auf Muschelkalkböden - Zotzenberg, (Mittelbergheim, 36.45 ha, Bas-Rhin) |

### Einzellagen gemäß Décret vom 12. Januar 2007
- Kaefferkopf, (Ammerschwihr, 71.65 ha, Haut-Rhin)